# Max Reimer (Politiker)
Max Friedrich Andreas Reimer (* 19. September 1921 in Hamburg; † 2. Juni 1988 in Mrągowo, Polen) war ein deutscher Gewerkschaftler, Politiker (SPD) und von 1957 bis 1982 als Abgeordneter Mitglied der Hamburgischen Bürgerschaft.

## Leben

### Ausbildung, Beruf und gewerkschaftliche Tätigkeit
Nach dem Besuch der Volksschule machte Reimer eine Lehre als Dreher und wurde 1943 dienstverpflichtet für den VDH in Marburg/Drau. 1945 wurde er zum Wehrdienst eingezogen, bei dem er in Jugoslawien in Kriegsgefangenschaft geriet. Nach der Entlassung aus der Gefangenschaft 1949 trat er in SPD und Gewerkschaft ein, arbeitet wieder als Dreher und engagierte sich in Betriebsräten und als Betriebsratsvorsitzender. Nach dem Besuch von Gewerkschaftsschulen und der Akademie für Arbeit in Frankfurt am Main wurde er Geschäftsführer bei der IG Metall in Elmshorn. Es folgten Tätigkeiten als Geschäftsführer bei Toto und Lotto Hamburg und bei der Nordwest Lotto und Toto Hamburg Verwaltungsgesellschaft mbH.

### Politische Karriere
Von 1957 bis 1982 war Reimer Abgeordneter in der Hamburgischen Bürgerschaft. Er engagierte sich vor allem im Haushaltsausschuss und amtierte zeitweise als Fraktionsgeschäftsführer. In der 9. Wahlperiode (1978 bis 1982) leitete er den Parlamentarischen Untersuchungsausschuss zur Untersuchung der Gründe für das Scheitern der Sanierung Blohm.